# Beziehungen zwischen Belgien und den Vereinigten Staaten

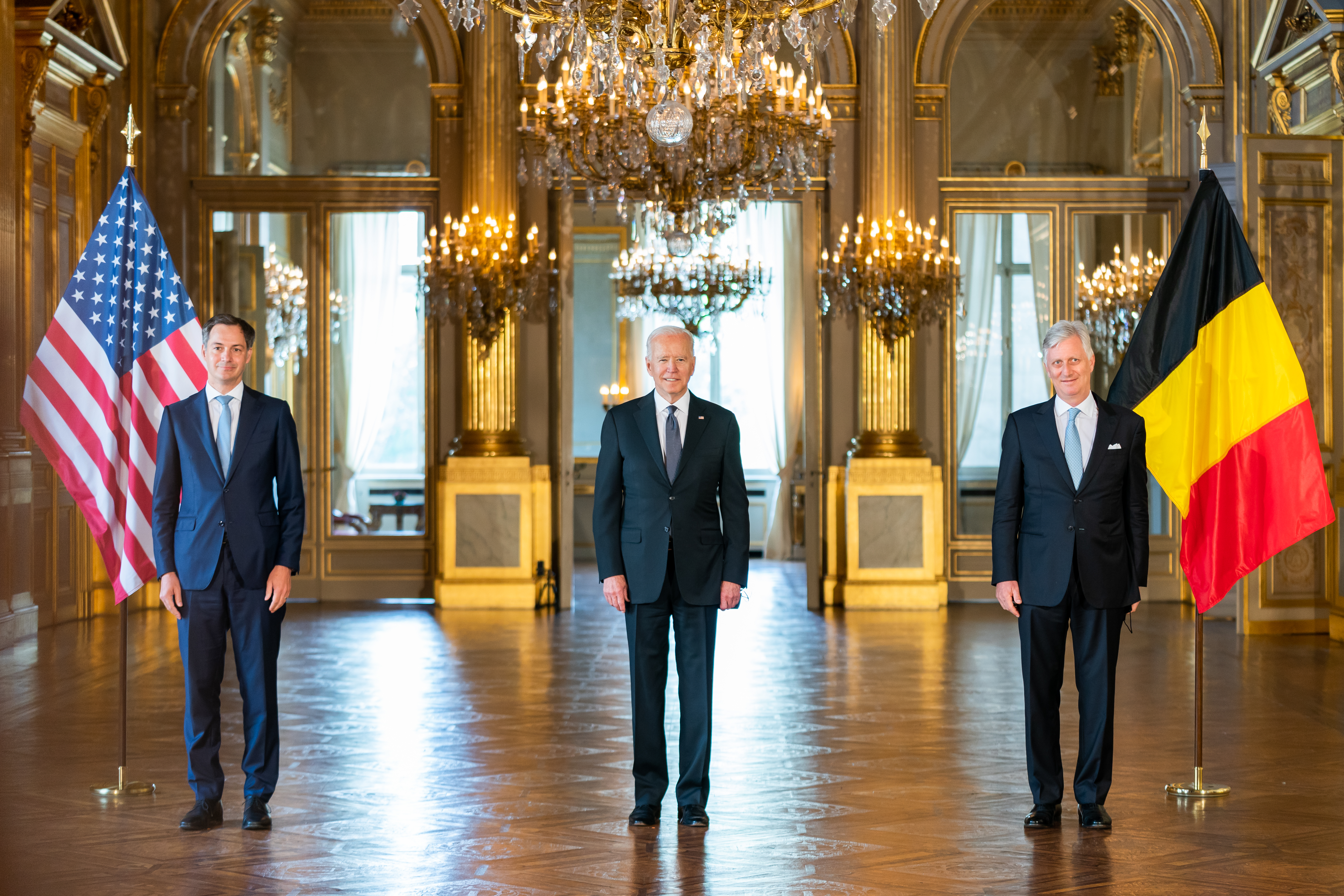
US-Präsident Joe Biden mit dem belgischen König Philippe (rechts) und Premierminister Alexander De Croo (rechts) (2021)

Die Beziehungen zwischen Belgien und den Vereinigten Staaten bezeichnen das zwischenstaatliche Verhältnis zwischen dem Königreich Belgien und den Vereinigten Staaten von Amerika (USA). Beide Länder unterhalten enge diplomatische, wirtschaftliche und militärische Beziehungen und sind sowohl Mitglied der NATO als auch enge Partner in multilateralen Organisationen wie den Vereinten Nationen und der Welthandelsorganisation.
Die USA erkannten Belgien 1832 kurz nach dessen Unabhängigkeit von den Niederlanden diplomatisch an und nahmen offizielle Beziehungen auf. Während beider Weltkriege waren Belgien und die USA verbündete Staaten. Insbesondere im Ersten Weltkrieg war die amerikanische Hilfsorganisation Commission for Relief in Belgium unter Herbert Hoover zentral für die Ernährung der belgischen Bevölkerung während der deutschen Besatzung. Während des Zweiten Weltkriegs wurde Belgien erneut von Deutschland besetzt und US-Truppen halfen zusammen mit britischen Truppen, kanadischen Truppen und Mitgliedern des belgischen Widerstands bei der Befreiung Belgiens. Nach dem Zweiten Weltkrieg wurde Belgien wichtiger europäischer Partner der USA im Rahmen des Marshallplans und war 1949 Mitgründer der NATO. Der Hauptsitz der NATO befindet sich seit 1967 in der belgischen Hauptstadt Brüssel. Auch in der Nachkriegszeit und im Kalten Krieg pflegten beide Länder eine enge militärische Zusammenarbeit. Belgien unterstützte zahlreiche internationale Missionen unter US-Führung, u. a. auf dem Balkan und in Afghanistan. Politisch pflegen beide Länder seit Jahrzehnten einen intensiven Dialog, insbesondere im Rahmen der NATO, der EU-USA-Beziehungen sowie transatlantischer Handels- und Klimapolitik.
Kulturell verbindet Belgien und die USA ein aktiver Austausch. In den Vereinigten Staaten leben etwa 340.000 Menschen belgischer Herkunft, vor allem in Bundesstaaten wie Illinois, Wisconsin und Michigan. Institutionen wie die Fulbright-Kommission fördern den akademischen Austausch, ebenso wie zahlreiche Kultur- und Kunstprogramme. Die gemeinsame Geschichte in beiden Weltkriegen, aber auch die Präsenz von NATO und EU-Institutionen in Brüssel, macht Belgien zu einem wichtigen Schauplatz transatlantischer Kommunikation.
Die USA zählen zu den wichtigsten Handelspartnern Belgiens außerhalb der EU. Im Jahr 2025 betrug das bilaterale Handelsvolumen rund 60 Milliarden US-Dollar, wobei Belgien überdurchschnittlich viel in die USA exportierte – insbesondere pharmazeutische Erzeugnisse, chemische Produkte, Maschinen, Fahrzeuge und Diamanten. Die USA exportierten ihrerseits Maschinen, Flugzeuge, IT-Produkte sowie landwirtschaftliche Güter nach Belgien. US-Unternehmen wie Pfizer, Microsoft und Caterpillar sind in Belgien tätig, während große belgische Konzerne wie Anheuser-Busch InBev oder Solvay in den Vereinigten Staaten investieren und produzieren. Die belgisch-amerikanische Handelskammer sowie staatliche Investitionsagenturen fördern gezielt Kooperationen in High-Tech- und Innovationsbereichen.
Die Vereinigten Staaten unterhalten eine Botschaft in Brüssel sowie diplomatische Vertretungen bei der Europäischen Union und der NATO. Belgien besitzt eine Botschaft in Washington, D.C. sowie Generalkonsulate in New York City und Los Angeles sowie mehrere Honorarkonsulate.